# Marigold
«Marigold» (с англ. — «Бархатцы») — песня американской гранж-группы Nirvana, написанная барабанщиком коллектива Дэйвом Гролом в 1990-м году и выпущенная как би-сайд к первому синглу альбома In Utero «Heart-Shaped Box» 23 августа 1993 года. Также композиция была выпущена в рамках бокс-сета With the Lights Out уже после смерти Курта Кобейна.

## Запись
Песня была записана в феврале 1993 года в студии Pachyderm Recording Studio, город Каннон-Фолс, штат Миннесота. В записи участвовало 4 человека: Дэйв Грол (гитара и вокал), Курт Кобейн (барабаны), Крист Новоселич (бас-гитара) и Кира Шейли (виолончель). В начале композиции можно услышать, как кто-то перетаскивает какой-то предмет по полу (предположительно стул или стол), который вследствие своего движения создаёт характерный не очень приятный для ушей звук. Особенность записи заключается в том, что Кобейн и Грол фактически поменялись местами, ведь во всех остальных песнях Nirvana основной вокал ведёт и играет на гитаре Курт, а Дэйв отвечает за барабаны. Тем не менее, Крист Новоселич неизменно играет на бас-гитаре в песне.

## Музыка и лирика
Песня представляет собой лёгкую композицию с темпом 71 и ритмом 4/4, написанную в жанре чеймбер-поп. Базируется на последовательности квинтааккордов E5 — C#5 — H5 — C5, играющихся под тихий вокал Грола.